# Anna Maria Falconbridge
Anna Maria Norwood (Bristol, 1769 - 1835) va ser una escriptora anglesa que va esdevenir la primera dona anglesa que va fer un relat narratiu d'experiències al continent africà.

## Biografia
Va néixer a All Saints Lane Bristol, Anglaterra el 1769. El seu pare Charles era un rellotger local. Després de la mort dels seus pares, el 1788, amb només 19 anys, es va casar amb Alexander Falconbridge, cirurgià que treballava en vaixells d'esclaus i un important abolicionista, en contra dels desitjos de la seva família i amics.
El 1791 va acompanyar el seu marit a Sierra Leone en el seu intent fallit de reorganitzar el campament d'esclaus alliberats a Granville Town. Desanimada, ella no va mantenir l'idealisme del seu marit i va considerar l'esclavitud com a quelcom necessari. El seu marit va morir el 1792 i ella es va tornar a casar i retornà a Anglaterra. Explicà les seves experiències en unes sèries de cartes, que va publicar com Narrative of Two Voyages to the River Sierra Leone, During the Years 1791, 1792, 1793, on va defensar el tràfic d'esclaus i ridiculitzar el seu marit mort que recolzava l'abolicionisme.
Obra
- Narrative of Two Voyages to the River Sierra Leone, During the Years 1791-1792-1793. (Text complet, accés lliure parcial)